# Lac de Fabrèges

Carte du lac de Fabrèges et du chemin de fer de l'Artouste

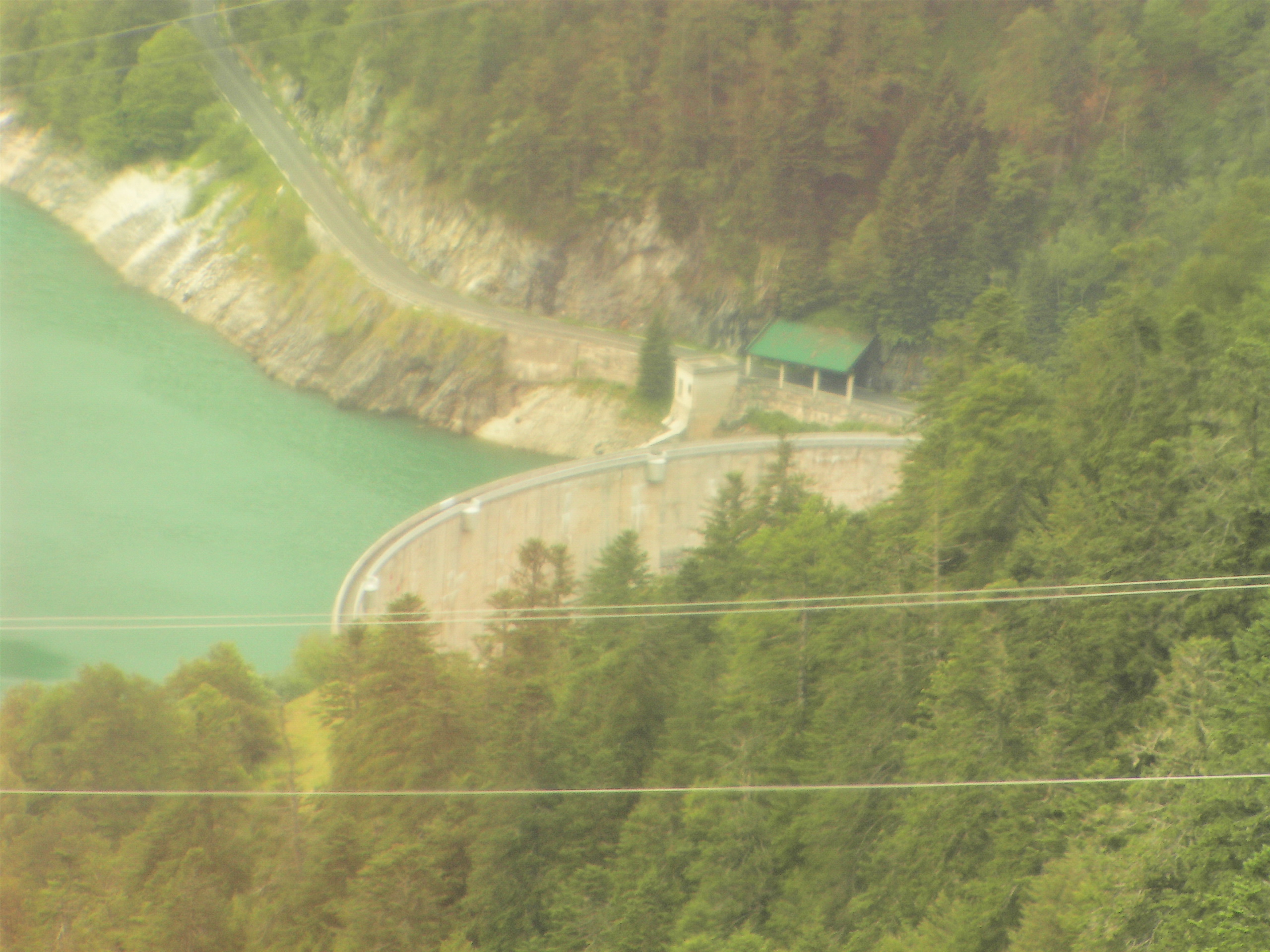
Le barrage de Fabrèges vue de haut.

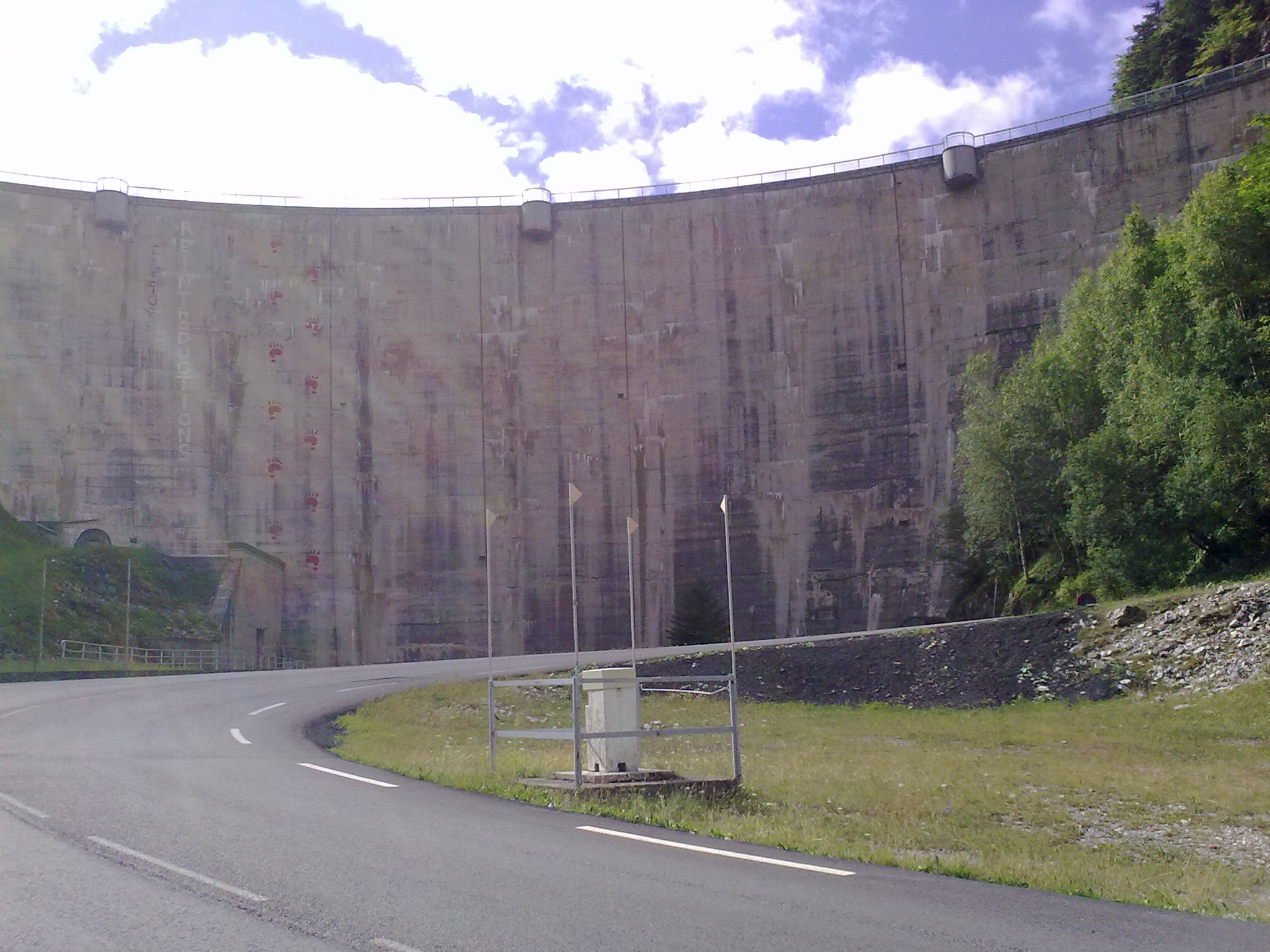
Barrage de Fabrèges vue d'en bas depuis la route.

Le lac de Fabrèges est un lac de barrage des Pyrénées françaises, situé dans la commune de Laruns dans le département des Pyrénées-Atlantiques (64) en région Nouvelle-Aquitaine.

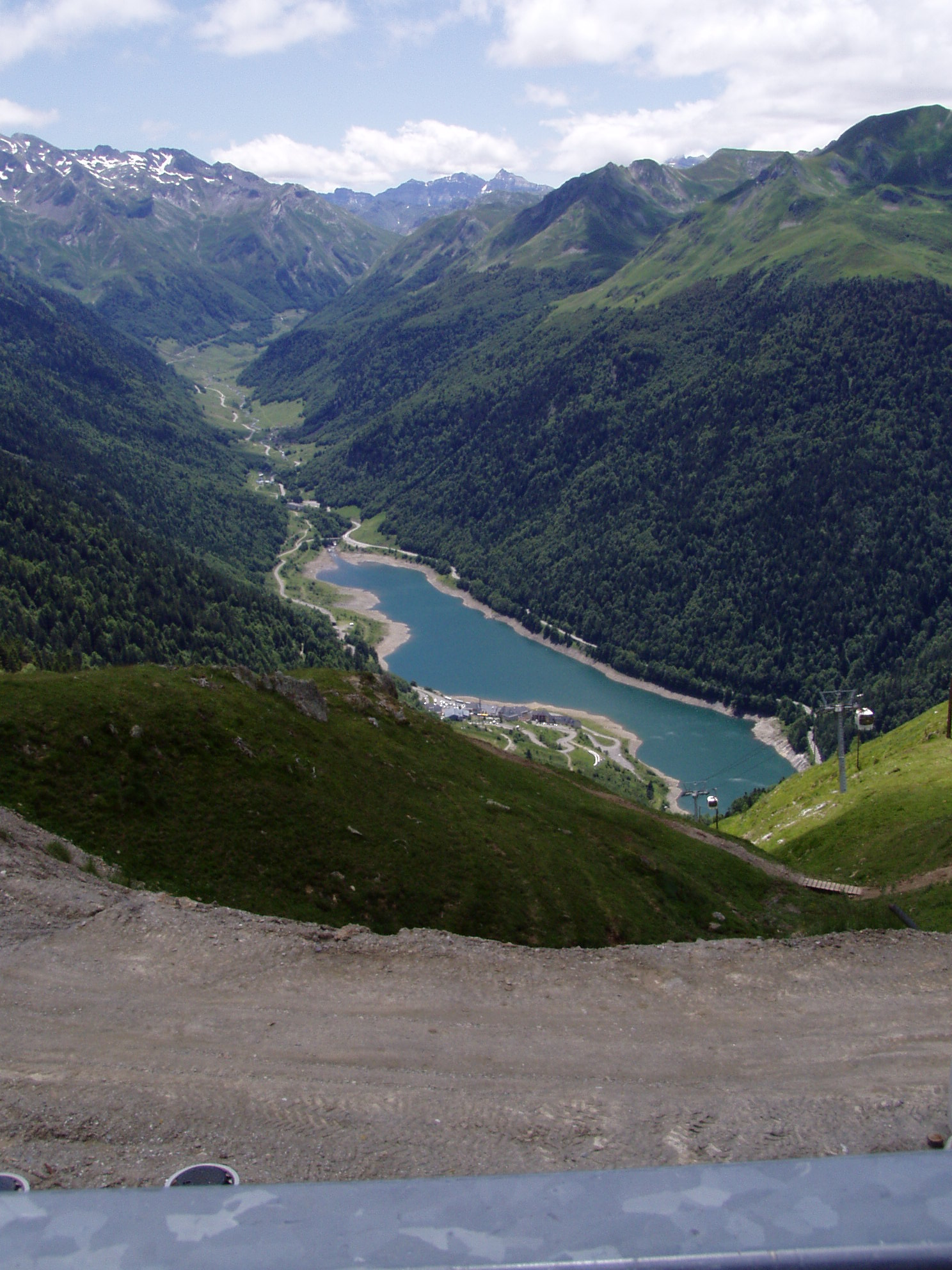
Le lac de Fabrèges vu de l'arrivée de la télécabine d'Artouste

## Géographie

### Topographie
Le lac est situé dans la vallée d'Ossau et est alimenté par le gave de Brousset. Il se situe, dans la commune de Laruns, à 1 241 m d'altitude et sa profondeur maximale est de 54 m, au pied de la station de ski d'Artouste et du téléphérique du petit train du lac d'Artouste.

### Hydrographie
Le barrage crée un lac artificiel de 6 700 000 m³ et alimente par une chute de 107 m de hauteur un alternateur de 9500 kVA installé dans la centrale d'Artouste.
Chaque année, le lac est partiellement vidé afin de prévoir le stockage de l'eau issue de la fonte des neiges.

## Faune
Le lac, d'une superficie de 54 ha, est peuplé de truites fario ,de cristivomer,d'ombles de fontaine et de vairons.

## Histoire
Le barrage, propriété de la SHEM (Société Hydroélectrique du Midi, filiale d'Engie), a été construit de 1940 à 1947. C'est un barrage en voûte de béton de 51 m de hauteur.
Au début du printemps 2016, le lac a été totalement vidé. Cet incident était dû à un tronc d'arbre logé dans une vanne.

## Voies d'accès
On y accède par la D 934 (route entre Pau et la frontière espagnole).
Accessibilité toute l'année selon les conditions de la route